# أولوف مولاندر
أولوف مولاندر (بالسويدية: Olof Molander) (و. 1892 – 1966 م) هو مخرج أفلام، وممثل مسرحي، وممثل أفلام سويدي، ولد في هلسنكي، توفي في ستوكهولم، عن عمر يناهز 74 عاماً.

## وصلات خارجية
- أولوف مولاندر على موقع IMDb (الإنجليزية)
- أولوف مولاندر على موقع أول موفي (الإنجليزية)
- أولوف مولاندر على موقع قاعدة بيانات الأفلام السويدية (السويدية)
- أولوف مولاندر على موقع قاعدة بيانات الفيلم (الإنجليزية)
- أولوف مولاندر على موقع كينوبويسك (الروسية)